# Tod eines Offiziers
Tod eines Offiziers (One Kill) ist ein US-amerikanisches Filmdrama von Christopher Menaul aus dem Jahr 2000.

## Handlung
Mary Jane O’Malley ist eine geschiedene Frau, alleinerziehende Mutter und ein Captain bei den US Marines. Sie tötet ihren Vorgesetzten, Major Nelson Gray – angeblich in Notwehr, nachdem Gray in ihr Haus eingebrochen ist. O’Malley wird verhaftet. Es stellt sich heraus, dass O’Malley und der verheiratete Gray eine Affäre hatten. Die Frau wird angeklagt.
In Rückblenden werden frühere Ereignisse gezeigt. O’Malley hört von Gray gleich bei dem ersten Treffen, er bilde am liebsten Offiziere aus, die er auch in Kriegseinsätze mitnehmen könne. Den Frauen seien jedoch Kampfeinsätze untersagt.
O’Malley befehligt während einer Übung eine Transportkolonne. Die Fahrzeuge werden vom Hinterhalt aus angegriffen – weit von der Stelle, wo der geübte Kampf stattfinden soll. O’Malley organisiert einen erfolgreichen Gegenangriff, wird dennoch von Gray kritisiert.
Später treffen sich O’Malley und Gray privat, sie werden heimlich zum Liebespaar, bis sich immer mehr zeigt, dass Gray psychische Probleme hat und u. a. verschwiegen hat, dass er eine Ehefrau hat. Nach einem Zwischenfalls auf einem Schießplatz, bei dem Gray versucht O’Malley einzuschüchtern, was von ihren Untergebenen beobachtet wird, beendet sie die Beziehung. Einige Zeit später bricht Gray zum ersten Mal nachts bei ihr ein erzählt ihr von dem ersten Menschen, den er getötet hat. Er betont, dass one kill (Originaltitel des Filmes) ausreicht und man danach nicht mehr zurückkann. Als er dann ihre Kinder vom Kindergarten abholt und ihrem Sohn Munition mitgibt, warnt sie ihn, sich von ihr und ihren Kindern fernzuhalten. In derselben Nacht bricht er bei ihr in Tarnkleidung und Gesichtsmaske ein und bedroht sie. O’Malley gelingt es, an ihre Waffe zu kommen und Gray zu erschießen – etwas, das er anscheinend geplant hatte.
Im Laufe der Gerichtsverhandlung kommt immer mehr zu Tage, dass das Marine Corps den höheren Offizier Gray schützen will, indem es Beweise vertuscht und die Untergebenen von O’Malley zu Falschaussagen bewegt. Als dem Anwalt Akten mit den Originalaussagen vom Zwischenfall auf dem Schießplatz zugespielt werden und O’Malley ihre Aussage macht, wendet sich das Blatt und sie wird freigesprochen.
Der Film endet damit, dass O’Malley gezwungen wird, das Marine Corps zu verlassen. Aus dem eingeblendeten Text erfährt man, dass sie als Zivilistin eine Autowerkstatt eröffnet.

## Kritiken
Die Zeitschrift TV direkt 7/2007 schrieb, der Film sei „spannend“.

## Auszeichnungen
Shelley Evans wurde im Jahr 2001 für den Edgar Allan Poe Award nominiert.

## Hintergrund
Der Film wurde in Toronto gedreht.